# Tevče, Ajdovščina
Tevče este o localitate din comuna Ajdovščina, Slovenia, cu o populație de 89 de locuitori.